# Metakognicija
Metakognicija (ospoznavnost, ospoznavanje) predstavlja kontrolne strukture višjega reda, ki omogočajo posamezniku razumevanje in regulacijo lastne miselne aktivnosti. Na kratko bi jo lahko definirali kot "spoznavanje spoznavanja oz. spoznavanje o spoznavanju" »kognicijo o kogniciji« oz. »védenje o védenju«.
Metakognicijo uporabljamo na primer, če opazimo, da imamo več težav pri učenju snovi A kot pri učenju snovi B in če pomislimo, da bi morali dvakrat preveriti, če je trditev C res pravilna, preden jo vzamemo za dejstvo. Zapise o metakogniciji lahko najdemo že pri Aristotelu v njegovih delih De Anima in Parva Naturalia.